# UFC Fight Night: Oliveira vs. Fiziev
UFC Fight Night: Oliveira vs. Fiziev (também conhecido como UFC Fight Night 261) é um futuro evento de artes marciais mistas produzido pelo Ultimate Fighting Championship que está programado para acontecer em 11 de outubro de 2025, na Farmasi Arena, no Rio de Janeiro, Brasil.

## Contexto
Este evento marcará a 13ª visita da promoção ao Rio de Janeiro, a primeira desde o UFC 301 em maio de 2024, e o primeiro Fight Night realizado na cidade desde UFC Fight Night: Maia vs. LaFlare em março de 2015.
Uma luta no peso-leve entre o ex-campeão dos leves do UFC, Charles Oliveira, e Rafael Fiziev está programada para ser a luta principal do evento.

## Lutas anunciadas
- Luta no peso-pesado: Jhonata Diniz vs. Mário Pinto[5]
- Luta no peso-palha feminino: Karolina Kowalkiewicz vs. Julia Polastri[6]
- Luta no peso-mosca: Stewart Nicoll vs. Lucas Rocha[7]
- Luta no peso-pesado: Vitor Petrino vs. Thomas Petersen[8]
- Luta no peso-galo feminino: Beatriz Mesquita vs. Irina Alekseeva[9]